# How to Train Your Dragon (2010)
How to Train Your Dragon (nagesynchroniseerd in het Nederlands verschenen als 'Hoe tem je een draak') is een Amerikaanse computeranimatiefilm uit 2010 van DreamWorks Animation. Het verhaal is losjes gebaseerd op dat uit het gelijknamige boek van Cressida Cowell uit 2003.
In 2025 verscheen een gelijknamige live-action film gebaseerd op de animatiefilm.

## Verhaal
Hikkie (Hiccup) is de zoon van Stompum de Forse (Stoick the Vast),Vikinghoofdman op het eiland Berk. Voor zijn volk vormen talloze soorten draken de belangrijkste vijanden. Hikkie wil net als zijn vader een van de grootste krijgers van het eiland worden, niet in de laatste plaats om indruk te maken op het Vikingmeisje Astrid Hofferson. Het probleem is alleen dat hij zo klein en iel is dat zelfs Vikingen-in-opleiding het uitschateren bij de gedachte alleen al. Hikkie werkt daarom als hulpje van de smid. Wanneer er weer eens een strijd tegen een troep draken uitbreekt, is het zijn opdracht om binnen te blijven en niet in de weg te lopen. Hikkie wil zich alleen graag bewijzen en luistert daarom niet. Hij denkt dat als hij eenmaal een draak vangt, zijn volk hem automatisch serieus moet nemen. Daarom trekt hij bij de eerste gelegenheid die zich aandient eropuit met zijn zelfgebouwde bolaschieter om een helle veeg te vangen, een plasmaspuwende draak die nog nooit door iemand gevangen of gezien is en de enige soort waarvoor Vikingen bang zijn. Hij mikt, schiet en ziet dat hij iets raakt, dat een stuk verder op het eiland naar de grond gaat. Alleen heeft niemand anders het gezien. Niemand gelooft hem.
Hikkie weet zeker dat hij een draak geraakt heeft en gaat hem in zijn eentje zoeken. In het bos blijkt hij inderdaad een helle veeg  te pakken te hebben, die hulpeloos vastzit in zijn bola. Hikkie kan het alleen niet over zijn hart verkrijgen het hulpeloze dier met zijn dolk dood te steken en snijdt het daarom maar los. De draak dreigt even om het jongetje te verscheuren, maar draait zich dan om en vliegt ervandoor. Hikkie ziet het beest later in een kloof, waar het uit probeert te vliegen, maar telkens niet tot over de rand kan komen. Hoewel in zijn Vikingenhandboek staat dat alle soorten draken Vikingen doden, deed deze dat toch echt niet. Hij ziet dat de helle veeg  een van zijn twee staartvleugels kwijt is en daarom niet goed meer kan vliegen. Daarom gaat hij in de smederij een lederen prothese maken om aan de staart van de draak vast te maken. Wanneer het beest doorkrijgt wat Hiccup doet, sluiten de twee vriendschap. Omdat de helleveeg  het stuk kunststaart nog niet goed kan gebruiken, klimt Hikkie op de koe rug om aanwijzingen te geven hoe hij deze moet houden tijdens verschillende vliegmethodes. Hij noemt de draak Toothless (Ned: Tandloos, Vl: Bijtkwijt), omdat die zijn tanden kan in- en uitklappen.
In het dorp is besloten dat Hikkie toch een kans moet krijgen om een strijder te worden. Samen met de strenge Astrid, de arrogante Snotvlerk Jorgenson, de branieschoppende tweeling schorie en morie Thorston en de intelligente dikkerd vissenpoot Ingerman komt hij in een klas drakenjagers onder leiding van Gobber the Belch. Gobber is een ervaren drakendoder, maar is een voet en een hand kwijtgeraakt en geeft daarom nu les. Zijn klasgenoten lachen Hikkie uit en in het begin moet Gobber ook bij tijd en wijle ingrijpen om te voorkomen dat een van de oefendraken Hikkie te pakken neemt. Hikkie blijft in het geheim Tandloos opzoeken en leert allerlei omgangsvormen met de draak, die hem tijdens de lessen van pas komen. Terwijl de anderen de proefdraken met brute kracht opjagen, krijgt Hikkie ze telkens tam doordat hij precies weet waar hij ze moet kriebelen en aaien om ze rustig te krijgen. Dit doet hij telkens vlug in het geheim, waardoor hij een reputatie als grote mysterieuze drakenjager krijgt onder zijn volk. Alleen Astrid vertrouwt het niet. Ze gaat hem stiekem achterna en betrapt hem met Tandloos. Om haar te overtuigen haar mond te houden, neemt Hikkie Astrid mee uit vliegen op Tandloos' rug. Zo komen ze onverwacht terecht in een grote zwerm vliegende draken die allemaal met een vastgeklemde prooi tussen hun poten op weg zijn naar een vulkaan, waar ook Tandloos invliegt. Binnen gooien alle beesten hun prooi in het lava. Het wordt Hikkie en Astrid duidelijk waarom ze dit doen als daaruit de kop van een woeste draak bovenkomt die tientallen keren groter is dan alle anderen. Tandloos gaat er met zijn berijders vandoor voordat het beest hem tussen zijn kaken krijgt. Astrid belooft haar mond te houden over wat ze weet.
Terug in het dorp wordt Hikkie uitgekozen als de leerlingjager die het examenritueel mag uitvoeren. Hiervoor moet hij in een arena een draak doden terwijl heel de stam toekijkt. Voor de ogen van de toeschouwers gooit hij zijn wapens neer en probeert hij iedereen ervan te overtuigen dat de draken eigenlijk helemaal niet kwaadaardig zijn en alleen aanvallen als ze zelf worden aangevallen. Voor Stompum is dit onacceptabel. Hij stormt naar beneden. Daarvan schrikt de draak in de arena zo dat hij Hikkie aanvalt. Elders op het eiland hoort Tandloos hem schreeuwen en schiet hij de jongen vervolgens vanuit het niets te hulp. De Vikingmannen vallen Tandloos aan. Die wil zich verdedigen, maar houdt zich in, omdat Hikkie hem dat toeschreeuwt, en wordt gevangengenomen. Wanneer zijn vader uitleg eist van Hikkie, laat die zich per ongeluk ontvallen dat hij in het drakennest is geweest. Stompum wil daarop met Tandloos vastgebonden op een van de schepen uitvaren en het nest gaan uitroeien. Hikkie en de andere kinderen moeten op Berk blijven.
De Vikingen vallen de vulkaanwand aan met uit katapulten geworpen rotsblokken en zien een troep draken door een tunnel naar buiten vliegen en vluchten. Het blijkt alleen dat ze er niet vandoor gaan voor de Vikingen. Door de aanvallen met de rotsblokken is de opening in de vulkaanwand zoveel groter geworden dat de Red Death eruit kan. De Vikingen beschieten hem met alles wat ze hebben, maar het beest voelt de grootste geworpen rotsblokken niet eens en weet de Vikingschepen in één keer allemaal te vernietigen. Tot verrassing van de Vikingen komt er een groepje draken aanvliegen met Astrid, Snotvlerk, schorie en morrie, vissenpoot en Hikkie op hun rug. Hikkie heeft de andere kinderen leren omgaan met de beesten en hoe erop te vliegen. Stompum maakt Tandloos los, waarna Hikkie op hem overstapt. Samen gaan de kinderen de superdraak te lijf door middel van Tandloos' bliksemaanvallen, maar vooral door een doordacht strijdplan uit te voeren. Ze dagen de superdraak uit en dwingen hem om vuur te spuwen. Dit doen ze terwijl ze in de lucht vliegen. Hikkie heeft eerder ontdekt dat draken van buiten vuurbestendig zijn, maar van binnen niet. Als de draak vuur wil spuwen, draait Tandloos zich om en spuwt in de bek van de Red Death. Ze vliegen recht op de grond af en trekken net op tijd op, maar de Red Death ontploft.
Door de ontploffing is de kunststaart van Tandloos beschadigd waardoor Hikkie deze niet meer kan bedienen. Hierdoor valt Hikkie van Tandloos af, in het vuur van de ontploffing. Met Tandloos achter Hikkie aan verdwijnen ze in het vuur. Als de rook eenmaal opgetrokken is probeert Stompum Hikkie te vinden, maar in plaats daarvan ziet hij Tandloos op de grond liggen zonder Hikkie. Stompum denkt hierbij dat zijn zoon dood is. Dan blijkt dat Tandloos Hikkie onder zijn vleugels hield. Hikkie is gewond en bewusteloos en wordt mee teruggebracht naar het dorp .
Na enige tijd wordt Hikkie wakker in een bed in een kamer met Tandloos naast zich. Terwijl hij probeert op te staan ziet hij dat hij zijn linkerbeen verloren heeft en nu een kunstbeen heeft. Hij loopt naar buiten en als hij de deur opent ziet hij buiten allerlei dorpsgenoten en draken die samen in een vrolijke sfeer leven. Vervolgens wordt Hiccup onthaald als een held door Stompum, Astrid en de rest van het dorp. Astrid geeft Hikkie hierbij een kus. Dan stapt Hikkie op Tandloos en vliegt hij weg, samen met Astrid en de andere kinderen.

## Stemmen

### Engels
- Jay Baruchel - Hiccup Horrendous Haddock III - (Hikkie)
- Gerard Butler - Stoick the Vast - (Stompum)
- Craig Ferguson - Gobber the Belch - (Rochel)
- America Ferrera - Astrid Hofferson - (Astrid)
- Jonah Hill - Snotlout Jorgenson - (Snotvlerk)
- Christopher Mintz-Plasse - Fishlegs Ingerman - (Vissepoot)
- T.J. Miller - Tuffnut Thorston - (Schorrie)
- Kristen Wiig - Ruffnut Thorston - (Morrie)
- Robin Atkin Downes - Ack - (...)
- Philip McGrade - Starkard - (...)
- Kieron Elliott - Hoark the Haggard - (...)
- Ashley Jensen - Phlegma the Fierce - (...)
- David Tennant - Spitelout - (Snotvod)

*Tussen haakjes de namen in de Nederlandstalige versie

### Nederlands
- Patrick Martens - Hikkie, Heilbot de Hardvochtige
- Peter Tuinman - Stompum de Forse
- Terence Schreurs - Astrid Hofferson
- Bert Simhoffer - Rochel van Fluimen
- Dorien Haan - Morrie Thorston
- Jop Joris - Schorrie Thorston
- Daan Loenen - Snotvlerk Jorgenson
- Sander van der Poel - Vissepoot Ingerman

### Vlaams
- Timo Descamps - Hikkert
- Dirk Denoyelle - Stoick
- Veerle Baetens - Astrid
- Ludo Hellinx - Schrokàl
- Jonas Van Geel - Snotkrot
- Thomas Van Goethem - Viztik
- Eline De Munck - Brokdol
- Emmanuel Flaam - Knoldol

## Trivia
- In het boek is er geen meisje op wie Hiccup valt en bestaat Astrid niet.
- In het boek bestaat Morrie niet.
- In het boek heb je Meurbek de Mafknar, Lijpus, Flitsvuist en Ruigkop jr.
- In het boek is de Rode Dood een zeedraak die de Groene Dood heet en in een andere versie heet hij de Paarse Dood.
- In het boek is Toothless een kleine draak.
- In het boek zijn sommige draken in staat om in mensentaal te praten, in de film is dit niet het geval en geven alle draken enkel geluid.
- In april 2017 opende het pretpark Motiongate Dubai een achtbaan met de naam Dragon Gliders. De achtbaan is geïnspireerd op de film en heeft ook verschillende muzikale en beeldige verwijzingen naar de film.